# Mandat ad hoc
Le mandat ad hoc est l'une des deux procédures qui, en France, peuvent être mises en place dans le cadre de la prévention des difficultés des entreprises, la procédure de conciliation remplaçant celle de règlement amiable depuis le 1er janvier 2006. Le mandataire ad hoc intervient en toute confidentialité.

## Finalité du mandat ad hoc
Le mandat ad hoc est une procédure ouverte aux entreprises qui ne se trouvent pas en état de cessation de paiements. Le législateur l'a souhaitée souple et confidentielle car elle se situe au stade de la prévention.

## Entreprises visées par le mandat ad hoc
Seul le débiteur peut demander au président du tribunal compétent de désigner un mandataire ad hoc. Son intervention peut être demandée au président du tribunal de commerce compétent par tout dirigeant de société commerciale ou artisanale, et au président du tribunal de grande instance dans les autres cas. Ainsi, la procédure est ouverte aux entrepreneurs individuels, aux sociétés commerciales (SARL, EURL, SA, SAS...) et à toute personne morale de droit privé. Il s'agit d'une procédure volontaire. Aucune condition n'est expressément prévue par la loi mais la requête sera, le plus généralement, motivée avec en annexe les éléments probants (l'entreprise n'est pas en cessation des paiements, créances, budget, état des inscriptions de privilèges, échéances non respectées, dénonciation de bail commercial, étalement de dettes, assignation, comptes, nature d'un éventuel différend entre associés...). 

## Désignation du mandataire ad hoc
Le mandataire ad hoc intervient en toute confidentialité. Il fait cependant un rapport de suivi de son intervention au président qui fixe sa rémunération en accord avec le demandeur. Il doit être indépendant. Il ne doit avoir aucun intérêt lié avec l'une des parties. 
Le débiteur peut proposer le nom d'un mandataire ad hoc. Outre des professionnels compétents dans le domaine de la résolution des difficultés, le président du tribunal peut éventuellement désigner un administrateur judiciaire ou un magistrat honoraire depuis plus de cinq ans. Il ne peut pas s'agir d'une personne ayant, au cours des vingt-quatre mois précédents, perçu, à quelque titre que ce soit, directement ou indirectement, une rémunération ou un paiement de la part du débiteur intéressé, de tout créancier du débiteur ou d'une personne qui en détient le contrôle ou est contrôlée par lui, sauf s'il s'agit d'une rémunération perçue au titre d'un mandat ad hoc ou d'une mission de règlement amiable ou de conciliation réalisée pour le même débiteur ou le même créancier.

## Missions du mandataire ad hoc
Si la demande lui paraît fondée, le président rend une ordonnance d'ouverture d'un mandat ad hoc. Il détermine la mission du mandataire ad hoc. Cette mission sera limitée dans son objet et liée aux besoins précis de l'entreprise :
- dans un contexte conflictuel
- dans le cadre d'une négociation
- pour une médiation
- pour un accompagnement technique

À la suite du décret du 12 février 2009, le rejet de la demande de désignation doit désormais être explicite, donc résulter d’une ordonnance contre laquelle le débiteur peut interjeter appel.

## Durée du mandat ad hoc
La loi ne prévoit pas de limite de durée maximale, le président du tribunal la fixera librement en fonction de la mission. Cependant, le mandataire ad hoc est généralement désigné pour une période de trois mois, renouvelable plusieurs fois.

## Fin de la procédure
La mission terminée, le mandataire ad hoc rend un rapport de fin de mission et, s'il s'agissait d'un différend résolu, le président peut rendre une ordonnance de constatation de l'accord.

## Exemple
Conforama en 2017 (information du magazine Challenges).